# El Sabinar (Zaragoza)
El Sabinar es una localidad del municipio de Ejea de los Caballeros, en la provincia de Zaragoza.

## Historia
El Sabinar comenzó a ser construido en mayo de 1956, pero no fue habitado por los primeros colonos hasta diciembre de 1962. Fue bautizado con dicho nombre con motivo de la flora que poblaba esa zona, la sabina negra; que aún se puede encontrar a lo largo de la bardena aragonesa.
Fue el último de los pueblos colonos de las Cinco Villas en habitarse; muchas de las familias colonas que se trasladaron hasta El Sabinar, procedían de Novillas, Ejea de los Caballeros, Gallur, Alfocea, Santa Isabel, Uncastillo y Tauste. Esto hizo que se convirtiera en el pueblo con colonos procedentes de más localidades, haciendo que ningún lugar de origen predominara por su gran número de colonos. En su día, se construyeron un total de 126 viviendas y poblaron la localidad 113 colonos. Según el Instituto Nacional de Estadística (INE), en 2023 habitaban la localidad un total de 159 personas.

## Fiestas
Las fiestas mayores, se celebran del 22 al 27 de julio, aunque estos días se van adaptando para que las fiestas se celebren de martes a domingo.
Otras fiestas menores, se celebran el 15 de mayo en honor a San Isidro Labrador.

## Asociaciones
- Asociación Junta Vecinal
- Asociación Juvenil Los 17 Sabineros
- Asociación de jubilados La Natividad
- Asociación de mujeres La Bardena Negra
- Asociación de Vecinos San Antonio